# Byfraktal
Byfraktal ist ein Kunstwerk von Elisabeth Toubro, das auf dem Søren Kierkegaards Plads in Kopenhagen steht.

## Beschreibung
Der Titel „Byfraktal“ setzt sich aus den dänischen Wörtern „By“ (Stadt) und „Fraktal“ (ein geometrisches Muster, das sich auf verschiedenen Skalen wiederholt) zusammen. Das Kunstwerk aus Edelstahl und Glasfaser ist 2,3 bis 4,5 m hoch, 10 m breit und 11 m lang und ruht auf sechs Säulen, die verschiedene geometrische Formen tragen, die sich ineinander verschränken und so eine komplexe, fast chaotische Struktur bilden.
Elisabeth Toubro hatte seit 1996 an dem Werk gearbeitet. Die Skulptur wurde von der Dänischen Kunststiftung gestiftet und im Juni 2000 eingeweiht.